# سیدنبرونتسوو
سیدنبرونتسوو (به آلمانی: Siedenbrünzow) یک شهر در آلمان است که در مکلنبورگیشه زنپلاته واقع شده‌است. سیدنبرونتسوو ۶۲۹ نفر جمعیت دارد.